# Emanuel Svedenborg
Emanuel Svedenborg (šved. Emanuel Swedenborg; Stokholm, 29. januar 1688 — 29. mart 1772) je bio švedski filozof, pronalazač i mistik. Odgajan je u luteranskom duhu najviše zahvaljujući ocu, luteranskom biskupu Svedbergu, koji posle dobijanja plemićke titule, shodno običajima, menja svoje ime u Svedenborg. Mladi Emanuel počinje kao sveštenik ali ubrzo ispoljava veliki interes za nauke. Bavio se mineralogijom, anatomijom, astronomijom, matematikom, pa čak i stolarstvom izradom muzičkih instrumenata, lingvistikom. Imao je istaknutu karijeru kao pronalazač i naučnik. U 56 godini života je ušao je u duhovnu fazu svog života, u kojoj je doživeo vizije duhovnog sveta i tvrdio da je razgovarao direktno sa anđelima, đavolima i duhovima posećujući i raj i pakao. Tvrdio je da je upućen od strane Boga, Gospoda Isusa Hrista da svetu otkrije doktrine Isusovog drugog dolaska. Postao je najpoznatiji po knjizi o zagrobnom životu, Raj i pakao (1758).
Svedenborg je imao plodnu karijeru kao pronalazač i naučnik. Godine 1741, sa 53 godine, ušao je u duhovnu fazu u kojoj je počeo da doživljava snove i vizije, posebno na Uskršnji vikend, 6. aprila 1744. Njegovo iskustvo kulminiralo je „duhovnim buđenjem” u kojem je dobio otkriće da ga je Isus Hrist imenovao da napiše Nebesku doktrinu za reformu hrišćanstva. Prema Nebeskoj doktrini, Gospod je otvorio Svedenborgove duhovne oči kako bi od tada nadalje mogao slobodno da posećuje raj i pakao kako bi razgovarao sa anđelima, demonima i drugim duhovima, i Poslednji sud se već dogodio godinu dana pre objavljivanja dela De Nova Hierosolyma et Ejus Doctrina Coelesti (u vezi sa novim Jerusalimom i njegovom nebeskom doktrinom), 1757. godine.
Tokom poslednjih 28 godina svog života, Svedenborg je napisao 18 objavljenih teoloških dela - i još nekoliko koja su ostali neobjavljeni. Sebe je nazvao „Slugom Gospoda Isusa Hrista“ u Istinskoj hrišćanskoj religiji, koju je sam objavio. Neki sledbenici Nebeske doktrine veruju da su od njegovih teoloških dela samo ona koja je objavio sam Svedenborg potpuno božanski nadahnuta. Drugi su smatrali sva teološka dela Svedenborga jednako nadahnutima, rekavši na primer da činjenica da neka dela „nisu napisana u konačnoj uređenoj formi za objavljivanje ne čini ni jednu izjavu manje verodostojnom od izjava u bilo kojem drugom delu”. Nova crkva, novi verski pokret koji je prvobitno osnovan 1787. godine i koji se sastoji od nekoliko istorijski povezanih hrišćanskih denominacija, poštuje Svedborgove spise kao otkrivenje.

## Literatura
- Ahlstrom, S.E. (1975). A Religious History of the American People. (Yale 1972) Includes section on Swedenborg by this scholar.
- Benz, Ernst (2002). Emanuel Swedenborg: Visionary Savant in the Age of Reason. Swedenborg Foundation. ISBN 0-87785-195-6.. a translation of the thorough German language study on life and work of Swedenborg, Emanuel Swedenborg: Naturforscher und Seher by the noted religious scholar Ernst Benz, published in Munich in 1948.
- Bergquist, Lars (2005). Swedenborg's Secret. The Swedenborg Society. ISBN 0-85448-143-5.. (London, The Swedenborg Society) , a translation of the Swedish language biography of Swedenborg, Bergquist, Lars (1999). Swedenborgs Hemlighet. Natur och Kultur. ISBN 91-27-06981-8.. published in Stockholm in
- Block, M. B. The New Church in the New World. A study of Swedenborgianism in America (Holt 1932; Octagon reprint 1968) A detailed history of the ideational and social development of the organized churches based on Swedenborg's works.
- Crompton, S (2005). Emanuel Swedenborg. Chelsea House.. Recent biography of Swedenborg.
- Johnson, G., ed. Kant on Swedenborg. Dreams of a Spirit-Seer and Other Writings. Translation by Johnson, G., Magee, G.E. (Swedenborg Foundation 2002) New translation and extensive set of supplementary texts.
- Lamm, Martin (2001). Swedenborg: En studie (1987; first ed. 1915). A popular biography that is still read and quoted. It is also available in English: Emanuel Swedenborg: The Development of His Thought. ISBN 0-87785-194-8.. Martin Lamm. (Swedenborg Studies, No. 9),
- Lagercrantz, Olof. Dikten om livet på den andra sidan. ISBN 91-46-16932-6.. (Wahlström & Widstrand 1996), . In Swedish.
- Leon, James, „Overcoming Objections to Swedenborg's Writings Through the Development of Scientific Dualism”. Архивирано из оригинала 14. 01. 2005. г. Приступљено 10. 09. 2021. An examination of Swedenborg's discoveries. The author is a professor of psychology (1998; published in New Philosophy, 2001)
- Moody, R. A. (1976). Life after Life. (Bantam 1975) Reports correlation of near-death experience with Swedenborg's reports of life after death.
- Price. R. Johnny Appleseed. Man and Myth.. (Indiana 1954) Definitive study of this legendary man. Includes details of his interest in Swedenborg and the organizational New Church
- Robsahm, Carl, Hallengren, Anders (translation and comments) (1989). Anteckningar om Swedenborg. Föreningen Swedenborgs Minne: Stockholm. ISBN 91-87856-00-X.. Hallengren writes that the first complete publication of the Robsam manuscript was in R. L. Tafel's Documents, Vol. I, 1875 (see section "Further reading")
- Schuchard, Marsha Keith. 2011. Emanuel Swedenborg, Secret Agent on Earth and in Heaven: Jacobites, Jews and Freemasons in Early Modern Sweden. Brill.
- Sigstedt, C.,The Swedenborg Epic. The Life and Works of Emanuel Swedenborg. New York: Bookman Associates. 1952. . The whole book is available online at Swedenborg Digital Library.
- Toksvig, Signe (1948). Emanuel Swedenborg, Scientist and Mystic. New Haven: Yale University Press. ISBN 0-87785-171-9 — преко Викизворника.
- Stephen McNeilly, ур. (2007). The Arms of Morpheus—Essays on Swedenborg and Mysticism. London: Swedenborg Society. ISBN 978-0-85448-150-7.
- Stephen McNeilly, ур. (2005). Between Method and Madness—Essays on Swedenborg and Literature. London: Swedenborg Society. ISBN 978-0-85448-145-3.
- Stephen McNeilly, ур. (2005). In Search of the Absolute—Essays on Swedenborg and Literature. London: Swedenborg Society. ISBN 978-0-85448-141-5.
- Stephen McNeilly, ур. (2005). On the True Philosopher and the True Philosophy—Essays on Swedenborg. London: Swedenborg Society. ISBN 978-0-85448-134-7.
- Erland J. Brock, ур. (1988). Swedenborg and His Influence. Bryn Athyn, Pennsylvania: The Academy of the New Church. ISBN 0-910557-23-3.
- Jonathan S. Rose, ур. (2002). Emanuel Swedenborg: Essays for the New Century Edition on His Life, Work, and Impact. West Chester, Pennsylvania: Swedenborg Foundation. ISBN 0-87785-473-4.. Multiple scholars contributed to this collection of information on Swedenborg, his manuscripts, and his cultural influence. Republished in 2004 under new title, Dole, George F. (2005). Scribe of Heaven: Swedenborg's Life, Work, and Impact. Swedenborg Foundation. ISBN 0-87785-474-2.
- Wilson van Dusen (1974). The Presence of Other Worlds. ISBN 0-87785-166-2.. Swedenborg Foundation, Inc., New York, Harper & Row,
- „The Madness Hypothesis”. 101. 1998. Архивирано из оригинала 21. 03. 2011. г. Приступљено 10. 09. 2021. a special issue of The New Philosophy ( whole number), a journal produced by the Swedenborg Scientific Association, reviews the question of Swedenborg's sanity in scholarly detail, making the case that he was in fact quite sane.
- Donald L. Rose, ed., Afterlife: A Guided Tour of Heaven and Its Wonders. Swedenborg Foundation, 2006. (abridged version of Heaven and Hell)
- D. T. Suzuki, translated by Andrew Bernstein, Afterword by David Loy, Swedenborg: Buddha of the North. Swedenborg Foundation, 1996. (Brilliantly shows relevance of Swedenborg's ideas to Buddhist thought.)
- Nemitz, K., "„The Man and His Work”. Архивирано из оригинала 17. 01. 2021. г. Приступљено 10. 09. 2021.".
- Larsen, T, Larsen, Lawrence, JF, Woofenden WR (1988). Emanuel Swedenborg. A Continuing Vision.. Swedenborg Foundation,
- Sig Synnestvedt,, ур. (1970). The Essential Swedenborg: Basic Religious Teachings of Emanuel Swedenborg.. Swedenborg Foundation,
- James John Garth Wilkinson (1849), Emanuel Swedenborg: A Biography, London: William Newbery, Приступљено 2. 12. 2014
- The most extensive work is: RL Tafel, Documents concerning the Life and Character of Swedenborg, collected, translated and annotated (3 vols., Swedenborg Society, 1875–1877);
- J. Hyde,. A Bibliography of the Works of Emanuel Swedenborg. (Swedenborg Society).
- Kant's. Träume eines Geistersehers. 1975. ISBN 3-7873-0311-1.. (1766; the most recent edition in English is from  );
- J. G. Herder's "Emanuel Swedenborg," in his Adrastea (Werke zur Phil. und Gesch., xii. 110–125).
- Transactions of the International Swedenborg Congress (London, 1910), summarized in The New Church Magazine (August 1910).
- Swedenborg and Esoteric Islam (Swedenborg Studies, No 4) by Henry Corbin, Leonard Fox
- Ralph Waldo Emerson (1983). „Swedenborg; or, the Mystic”. Emerson: Essays and Lectures. New York, New York: The Library of America. ISBN 978-0-940450-15-8.
- White, William. Emmanuel Swedenborg, His Life and Writings, 2nd Ed., Rev. (xx, 767 p.; London, Simpkin, Marshall, and Co., 1868) – This is the second of White's two biographies of Swedenborg, the first one published in 1856 (White, W. Swedenborg: his life and writings Bath : I. Pitman, Phonetic Institution, 1856) and this second one in 1867. White worked for the Swedenborg Society in London and wrote an affirmative biography of Swedenborg. However, he was fired for publishing spiritist books and selling them at the Society's store, as well as otherwise interfering with the Society's function. White's response was the 1867 biography, in which he, in Tafel's words, "turn[ed] a complete somersault in his convictions," and wrote a highly derogatory biography of Swedenborg and his teachings. (The Swedenborg Epic footnote # 769) (R. Tafel, Documents Concerning the Life and Character of Emanuel Swedenborg. 3. стр. 1284.. London. Swedenborg Society 1890)